# نيكول يرجين
نيكول يرجين (ولدت في 11 أغسطس 1997) هي رياضية بريطانية أمريكية تمثل بريطانيا العظمى وتتخصص في 400 متر. فازت بميداليات رئيسية كجزء من سباقات التتابع 4 × 400 متر للسيدات والمختلطات في بريطانيا، بما في ذلك الميداليات البرونزية في بطولة العالم لألعاب القوى 2022 وبطولة العالم لألعاب القوى 2023. فازت بالميدالية البرونزية في سباق التتابع 4 × 400 متر لاسكتلندا في دورة ألعاب الكومنولث 2022، هي حاملة الرقم القياسي الاسكتلندي في سباق 400 متر داخل الصالات.
في أبريل 2024، تم اختيارها كجزء من الفريق البريطاني لسباقات التتابع العالمية لألعاب القوى 2024 في ناسو، جزر الباهاما. في يوليو تم تسميها في فريق التتابع 4x400 متر البريطاني للمشاركة في دورة الألعاب الأولمبية الصيفية 2024، فازت بميداليتين برونزيتين في ألعاب القوى في الألعاب الأولمبية الصيفية 2024 كجزء من الفريق البريطاني المختلط والسيدات في سباق تتابع 4 × 400 متر، كانت جزءًا من فريق 4x400 المختلط الذي سجل رقمًا قياسيًا وطنيًا جديدًا بلغ 3:10.61 في التصفيات، ولم تشارك في النهائي لكنها فازت بالميدالية البرونزية بسبب ركضها في التصفيات. في سباق التتابع 4x400 متر للسيدات كانت جزءًا من النهائي مع فيكتوريا أوهوروغو ولافياي نيلسن وأمبر أنينغ، حيث سجلن رقمًا قياسيًا وطنيًا جديدًا بلغ 3:19.72 للفوز بالميدالية البرونزية.